# Gare de Denfert-Rochereau
Ne doit pas être confondu avec Denfert-Rochereau (métro de Paris).
La gare de Denfert-Rochereau est une gare ferroviaire française de la ligne de Sceaux, située dans le 14e arrondissement de Paris. Inaugurée en 1846, c'est l'une des plus anciennes gares existantes du système ferroviaire français.
C'est de nos jours une gare de la Régie autonome des transports parisiens (RATP) desservie par les trains de la Ligne B du RER d'Île-de-France.

## Histoire

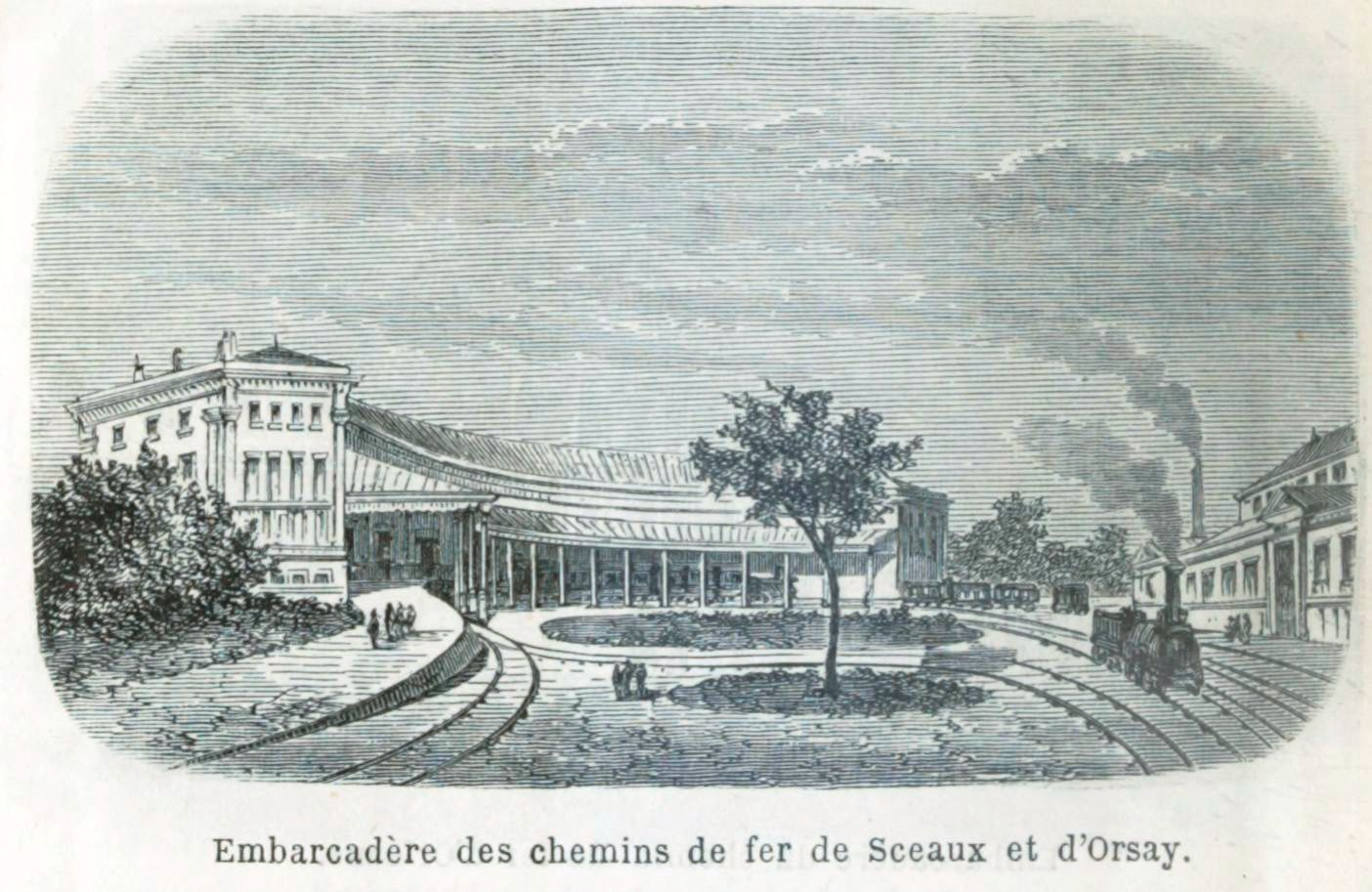
Embarcadère des chemins de fer de Sceaux et d'Orsay en 1876, figurant le système Arnoux.

La gare de Paris-d'Enfer, ou « embarcadère de Sceaux », est inaugurée le 23 juin 1846 par les ducs de Nemours et de Montpensier. Ils représentent leur père, le roi Louis-Philippe, pour l'inauguration de la ligne de Sceaux dont c'est alors le terminus. Cette ligne est l'œuvre de l'ingénieur Jean-Claude Arnoux, inventeur d'un nouveau système ferroviaire.
C'est la plus ancienne des gares parisiennes en activité.
Le bâtiment, construit en 1842, est de forme circulaire pour épouser la forme de la voie ferrée qui forme une boucle pour le retournement des trains à voie large et à essieux articulés. Ce système, baptisé « Arnoux », du nom de son inventeur, est abandonné à la fin du XIXe siècle car trop contraignant en raison des voitures, wagons et locomotives spécifiques pour des rayons de courbures serrés, à l'écartement de 1 750 mm supérieur à l'écartement standard de 1 435 mm.

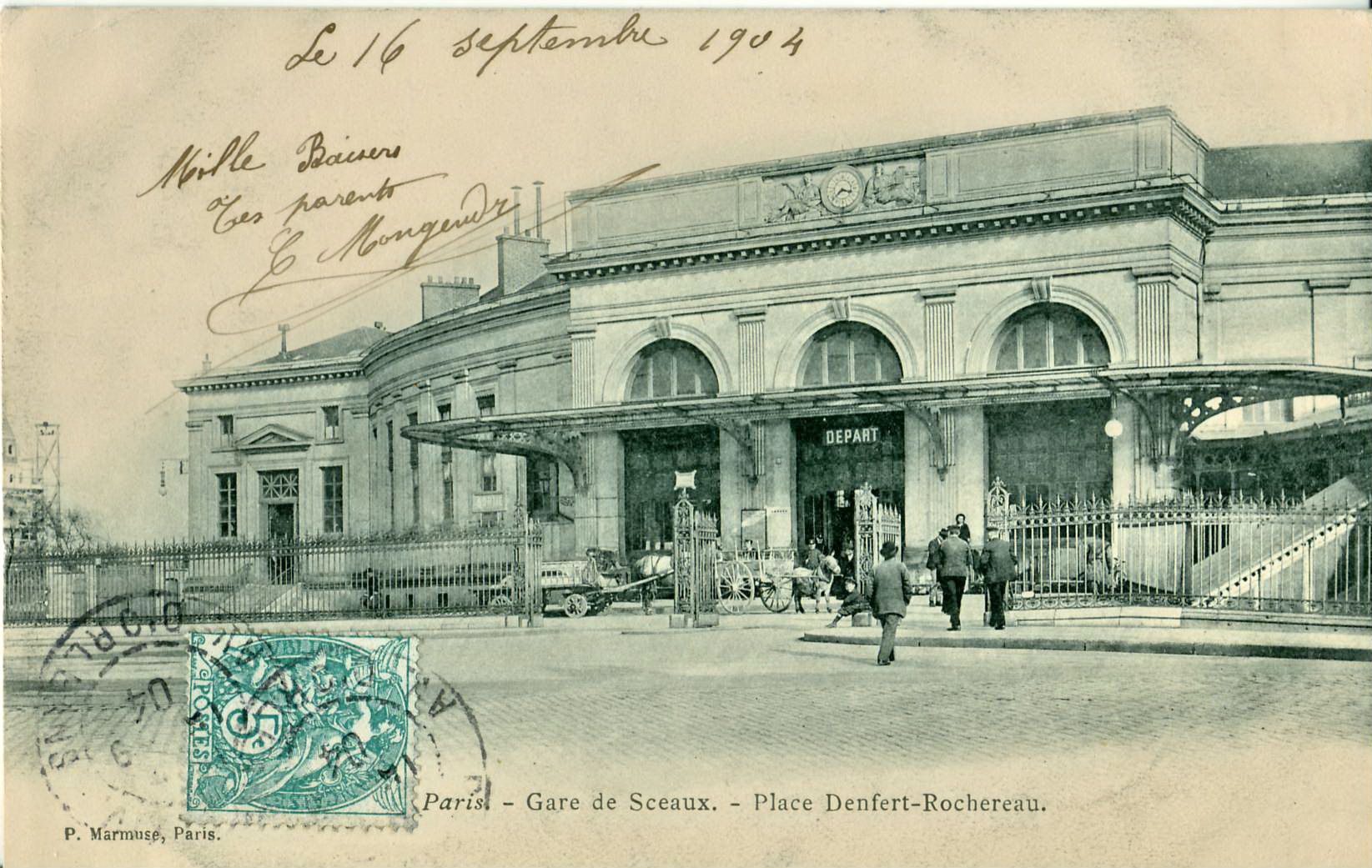
Gare des Sceaux en 1904.

La ligne, mise à voie normale est prolongée jusqu'à Luxembourg en 1895, en créant au passage la gare de Port-Royal. C'est à cette date que la gare prend le nom de Denfert-Rochereau, en hommage au colonel Denfert-Rochereau, gouverneur héroïque de Belfort pendant la guerre franco-allemande de 1870 dont le nom est déjà donné à l'ancienne place d'Enfer depuis 1879. Cette ligne est exploitée par le Paris-Orléans jusqu'en 1937, date à laquelle elle est cédée à la Compagnie du chemin de fer métropolitain de Paris (CMP), fusionnée dans la RATP en 1948. La ligne devient le RER B dans les années 1970 lors de son prolongement vers la gare de Châtelet - Les Halles, première étape précédant le raccordement avec le réseau SNCF à la gare de Paris-Nord dans les années 1980.

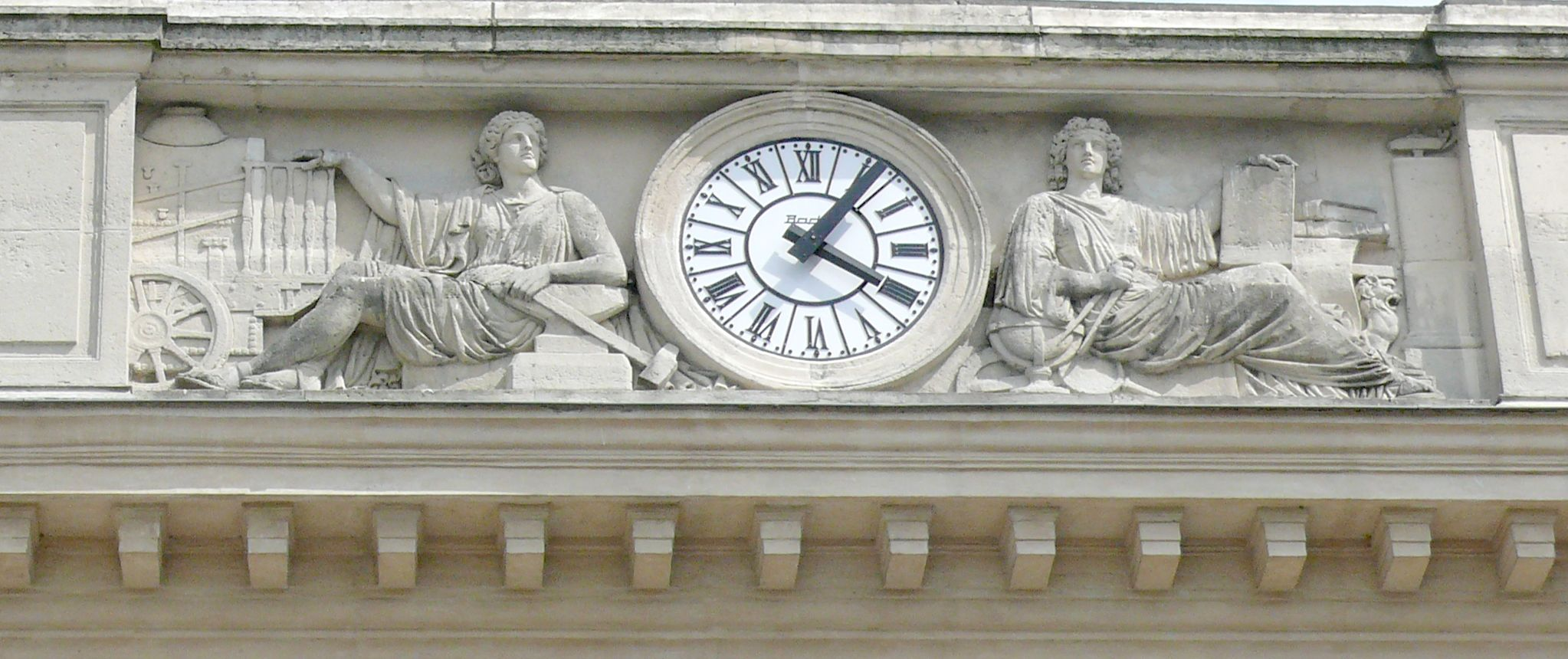
Fronton de la gare : allégorie du chemin de fer.

La gare est constituée de deux pavillons courbes encadrant un pavillon central. Celui-ci est doté d'un fronton avec un cadran Bodet encadré de bas-reliefs allégoriques à la gloire du chemin de fer. L'ensemble des façades et des toitures fait l’objet d’une inscription au titre des monuments historiques depuis le 21 juin 1996.

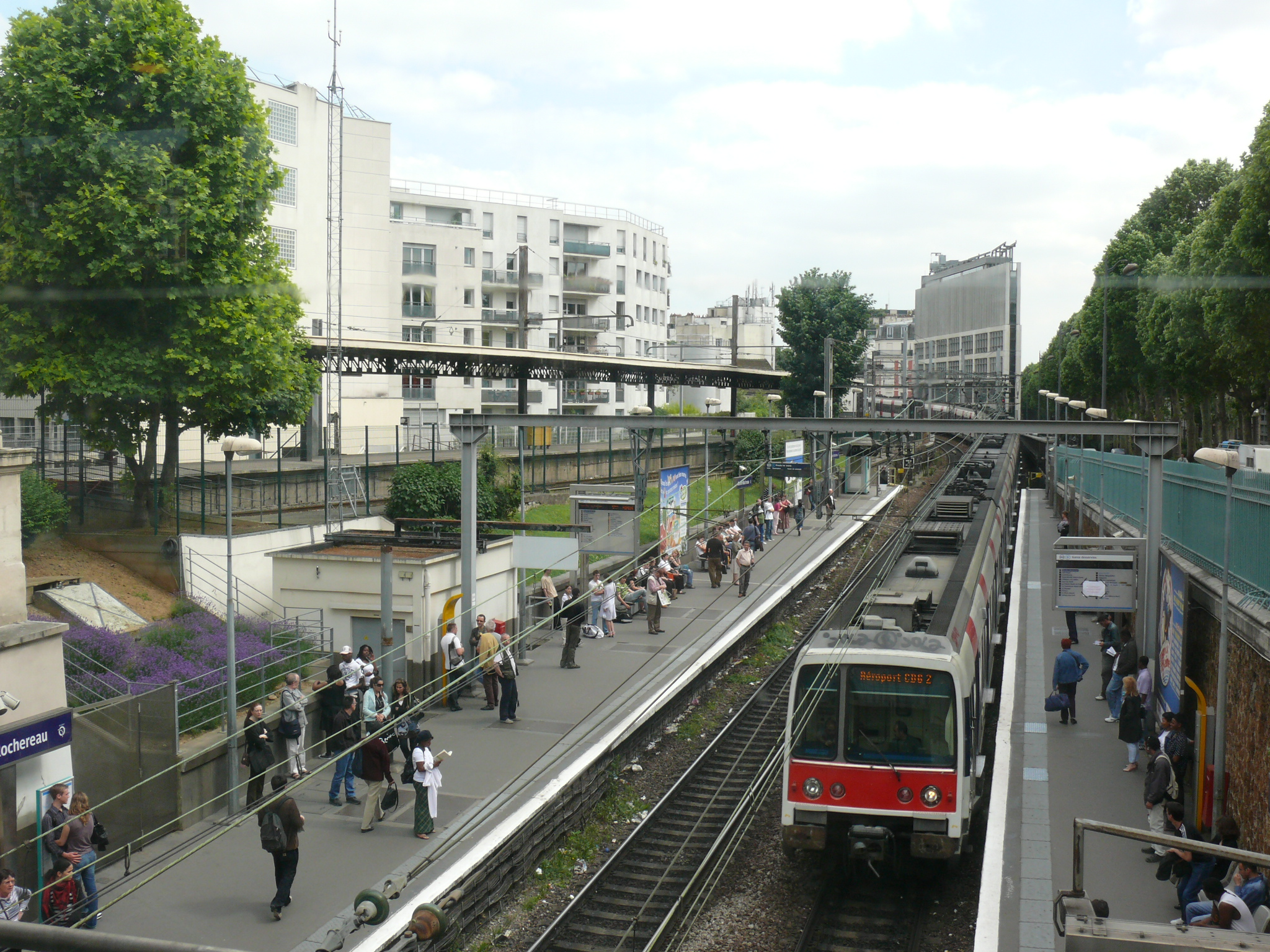
Les quais de la gare de Denfert-Rochereau.
La station est en pente, de manière à permettre l'accès au tunnel vers Châtelet - Les Halles, (photo prise en 2006 avant la création du quai no 3).

Le site abrite depuis octobre 2013 le centre de commandement unique de la ligne qui regroupe en un même lieu les équipes de la RATP et de la SNCF pour la gestion des circulations sur la ligne B.
En 2014, 4 332 936 voyageurs sont entrés à cette gare.
Jusqu'en 2013, il subsiste trois voies de la gare initiale, terminus de la ligne de Sceaux jusqu'en 1895. Les voies 5 et 7, utilisées auparavant pour le garage des trains de travaux, sont alors détruites pour permettre la construction d'un troisième quai. Ce dernier permet de mettre en place un terminus intermédiaire en cas d’incident sur la ligne au centre de Paris,. Des travaux portent sur le quai existant, rendu accessible aux personnes à mobilité réduite, et une sortie est créée rue Jean-Claude-Arnould. Au printemps 2018, des travaux complémentaires débutent sur le troisième quai qui, jusque-là, peut accueillir seulement des voyageurs arrivant à la gare. Les départs de trains de voyageurs vers le sud de la ligne doivent être rendus possibles en adaptant l'escalier de correspondance du quai n°1 avec le quai n°3 et en installant des écrans de contrôle de fermeture des portes sur le quai. Le chantier doit se terminer à la fin de septembre 2018,.
Sur le quai en direction du nord de la ligne, on peut apercevoir une pancarte salle d'attente avec une flèche qui dirige, en fait, vers des distributeurs automatiques de friandises ; derrière ceux-ci, il existait une véritable salle d'attente datant de l'époque de la ligne de Sceaux.
En août 2019, à l'occasion du 75e anniversaire de la libération de Paris, la gare, comme les quais de la ligne 6 du métro, porte en plus comme sous-titre Colonel Rol-Tanguy. Les quais de la ligne 4 portent ce sous-titre depuis 2004, mettant ainsi en cohérence les noms de tous les points d'arrêts ferroviaires en correspondance.

## Service des voyageurs

### Intermodalité
Cette gare est en correspondance avec la station de métro du même nom.
La gare est également desservie par les lignes 38, 59, 64, 68, 88, et 216 du réseau de bus RATP et, la nuit, par les lignes N14, N21, N122 et N123 du réseau de bus Noctilien.